# Primal Scream (singolo)
Primal Scream è un singolo della band statunitense Mötley Crüe tratto dalla raccolta Decade of Decadence del 1991.

## Formazione
- Vince Neil - voce
- Mick Mars - chitarra
- Nikki Sixx - basso
- Tommy Lee - batteria